# Таверна

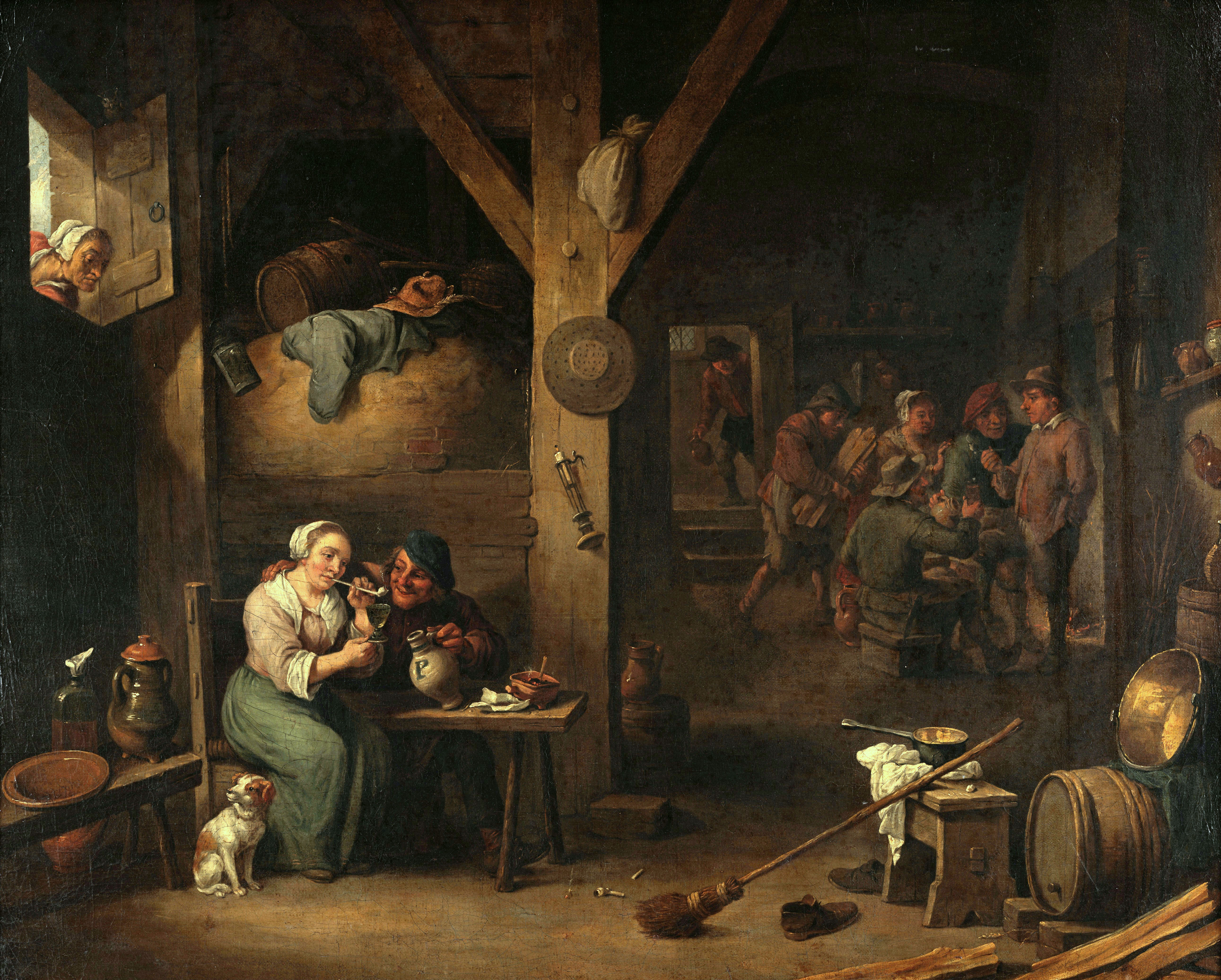
Давид Тенирс Младший. Интерьер таверны. XVII век

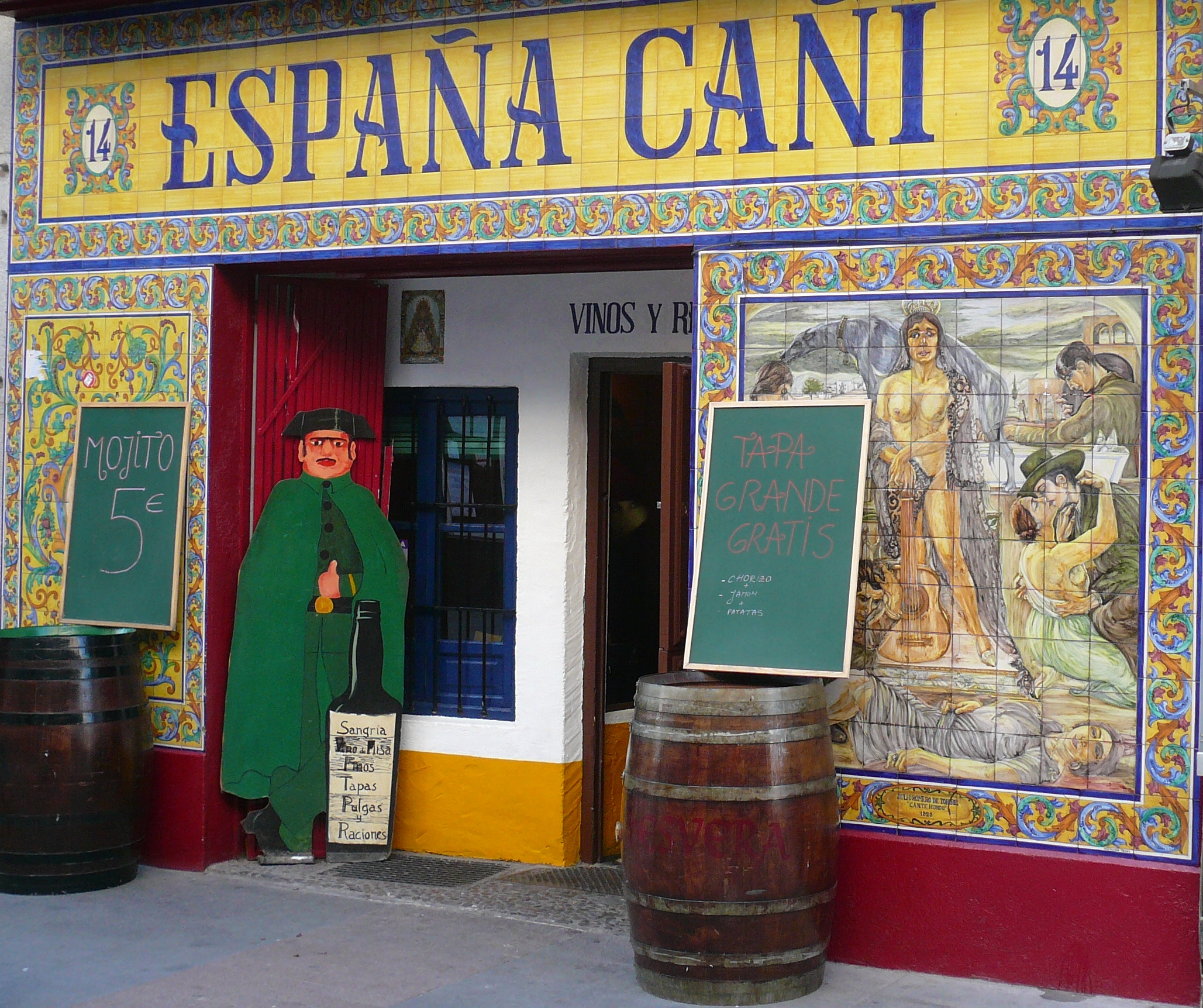
Таверна в Мадриде

Таве́рна (итал. Taverna от лат. Taberna — букв. хижина) — исторически городской или придорожный постоялый двор, как правило, состоящий из харчевни на первом этаже, и комнат для съёма на втором этаже.
Слово относится, как правило, к европейской традиции и доавтомобильной эпохе. Составляющая так называемой «романтики дорог» (часто таким образом изображается в исторической и фэнтезийной литературе). Таверны располагались вдоль основных трактов и путей, в своём большинстве имели конюшни, где странники оставляли своих коней и повозки. Заведения такого типа открывались и в местах, которые европейцы колонизировали. Таверны утратили своё значение к 1920-м годам, когда автомобили стали использоваться повсеместно. Сформировались новые типы заведений — придорожные закусочные, мотели, гостиницы, кафе и так далее.
В современности — предприятие общественного питания в Италии и некоторых других государствах и странах. Таверна — аналог кабака (корчмы, шинка) или английского паба (бара), однако, в отличие от бара, в таверне могут подавать полноценный обед.

## Происхождение
В Древнем Риме маленькие сколоченные из досок будки и домики называли Taberna. Позднее этим словом стали обозначать различные лавки, мастерские, магазины и кабачки. В период развития каменного строительства нижние этажи обычно отдавали под таверны.

## Галерея

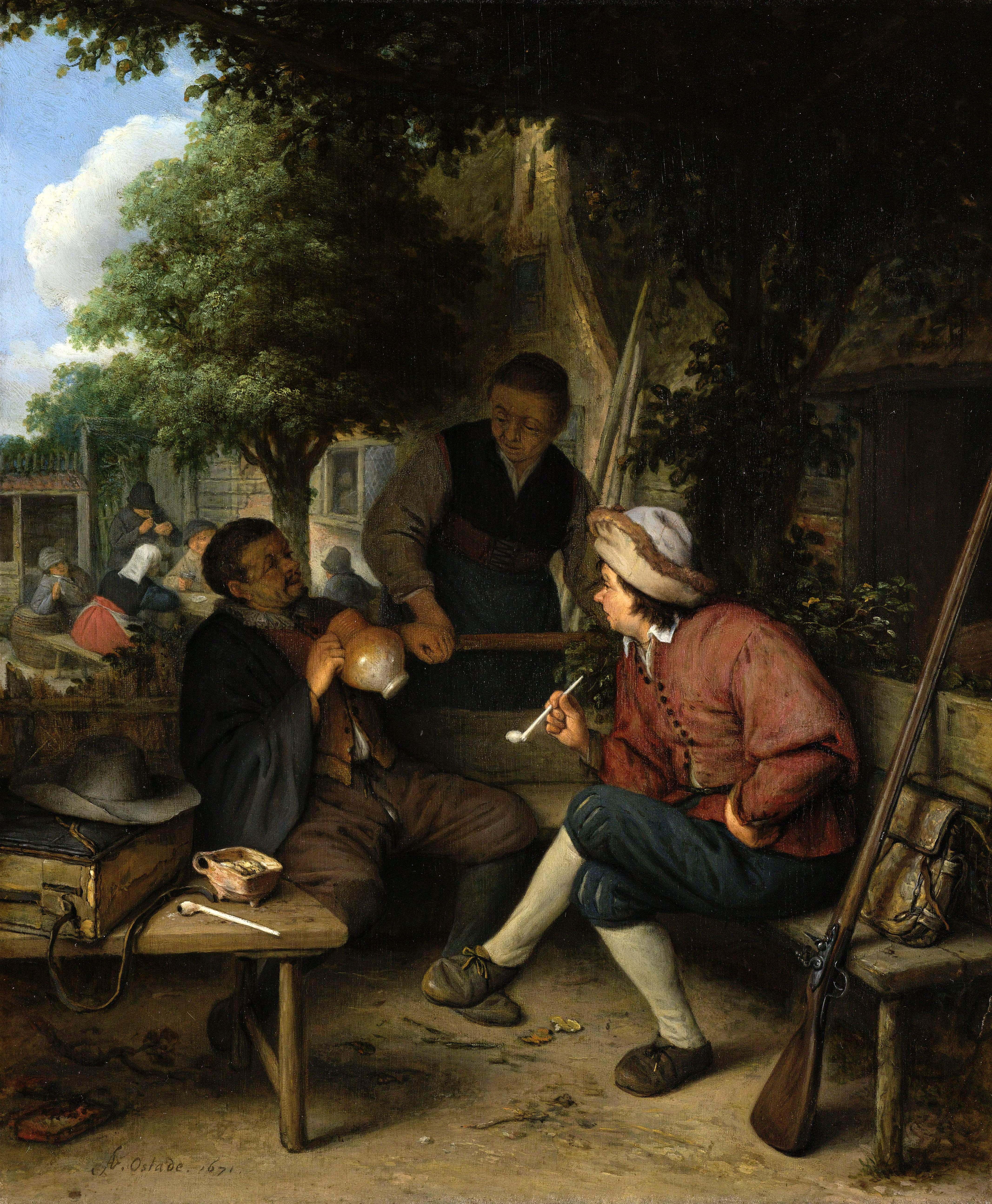
Отдыхающий в таверне путник. Адриан ван Остаде, 1671. Рейксмузей, Амстердам
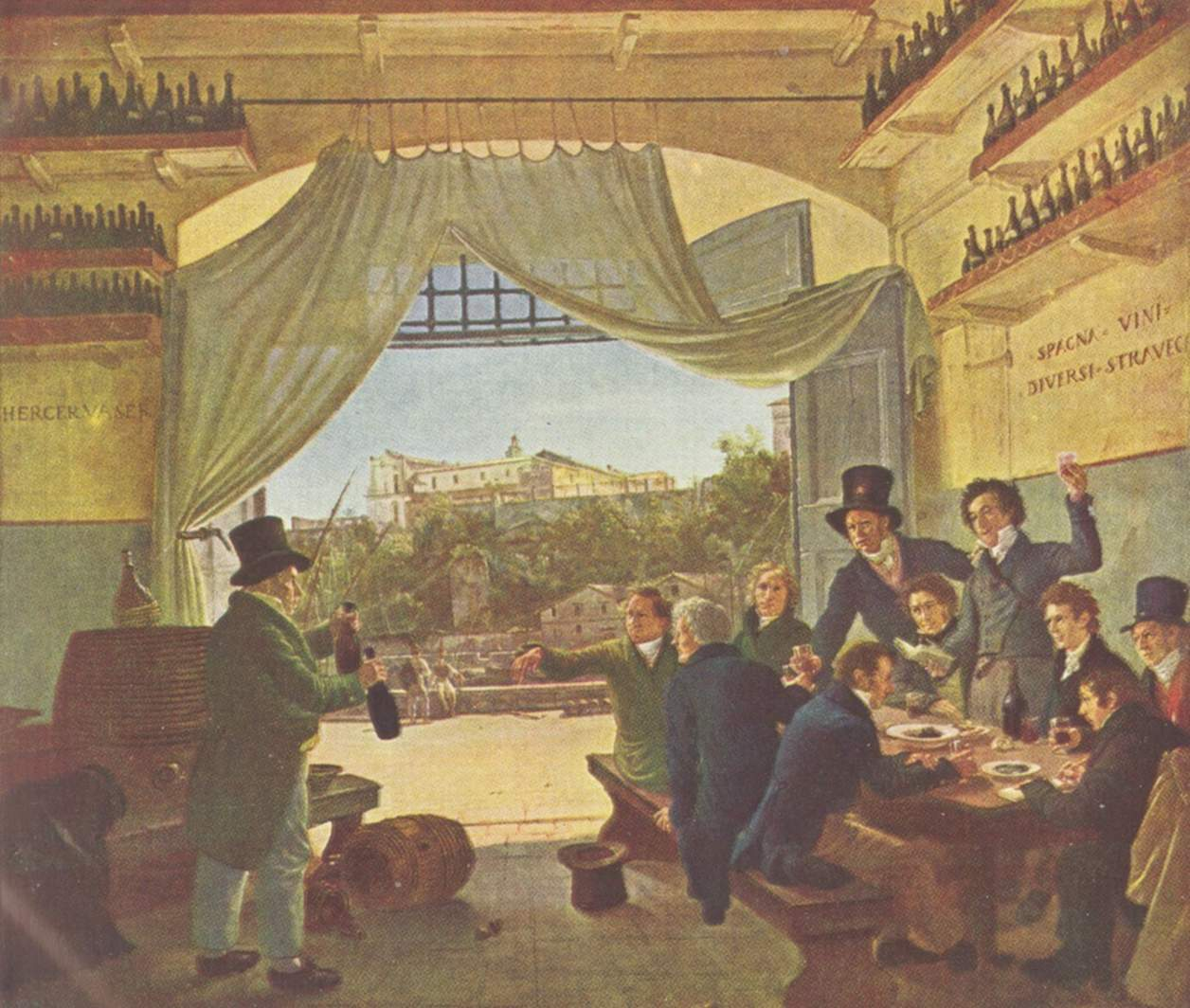
Таверна. Питер фон Корнелиус, около 1820
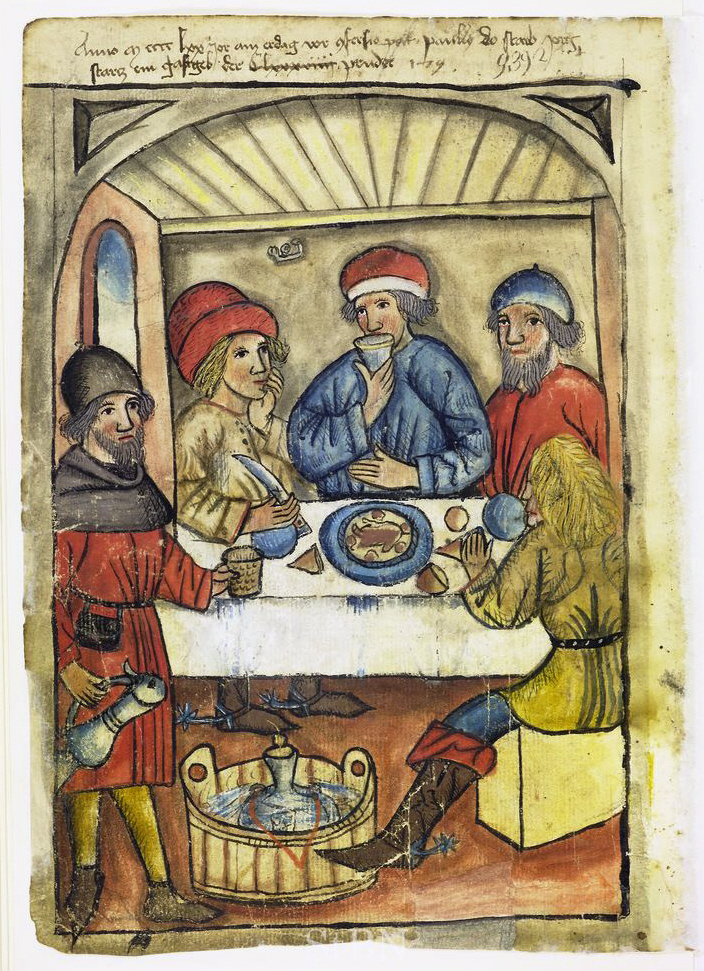
Немецкая таверна около 1470 года